# Longevilles-Mont-d'Or
Longevilles-Mont-d'Or är en kommun i departementet Doubs i regionen Bourgogne-Franche-Comté i östra Frankrike. Kommunen ligger i kantonen Mouthe som tillhör arrondissementet Pontarlier. År 2022 hade Longevilles-Mont-d'Or 615 invånare.

## Befolkningsutveckling
Antalet invånare i kommunen Longevilles-Mont-d'Or
Referens:INSEE

## Galleri

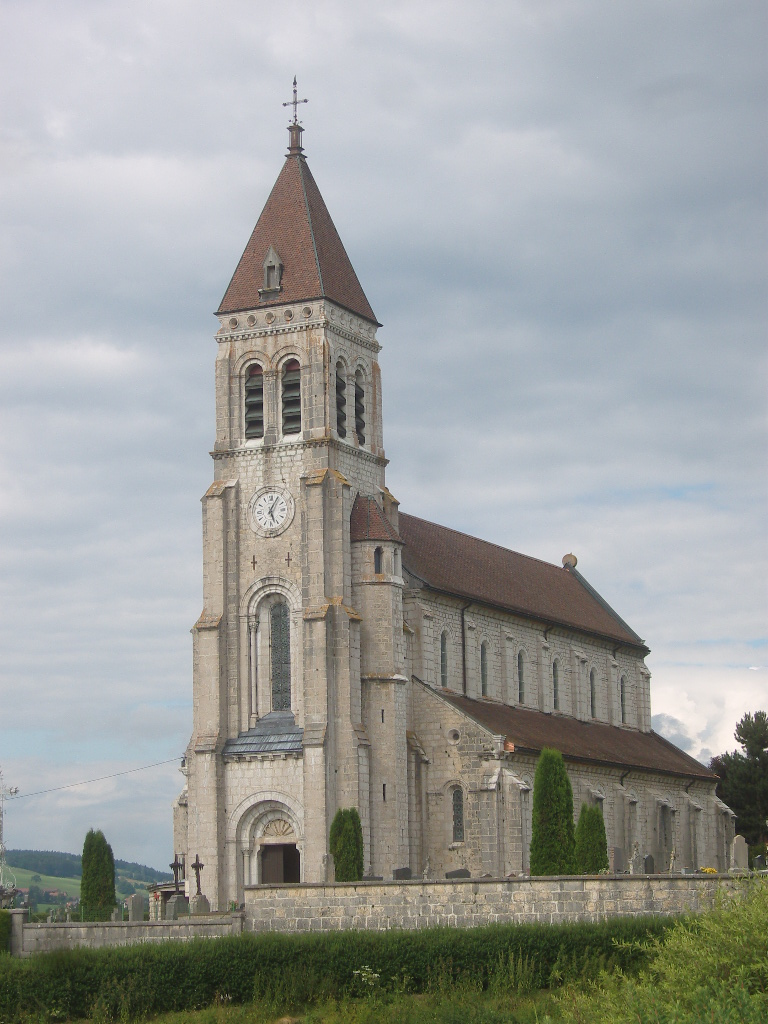
Kyrkan Saint-Sylvestre
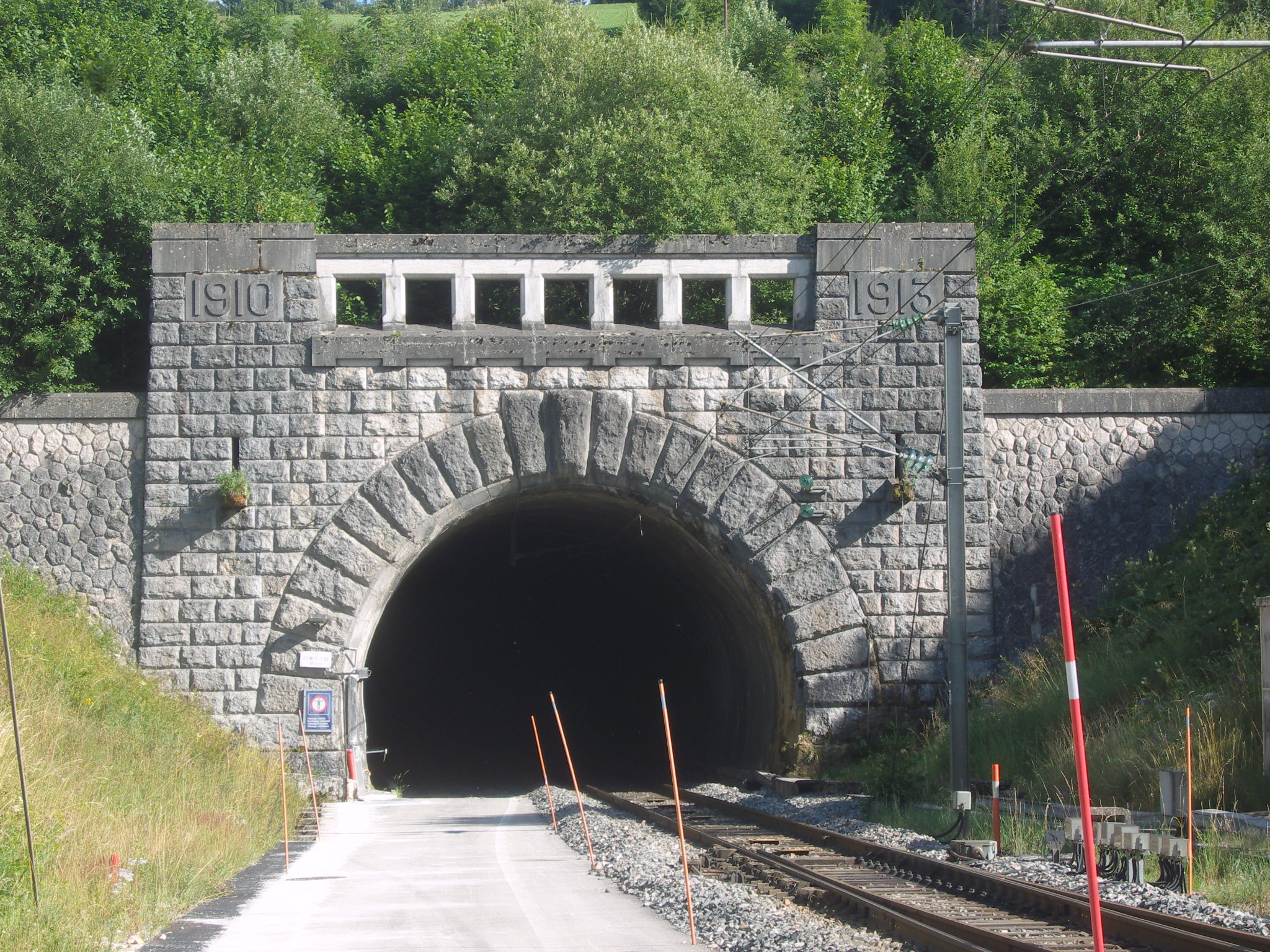
Järnvägstunnel för tågsträckan Dijon–Vallorbe.
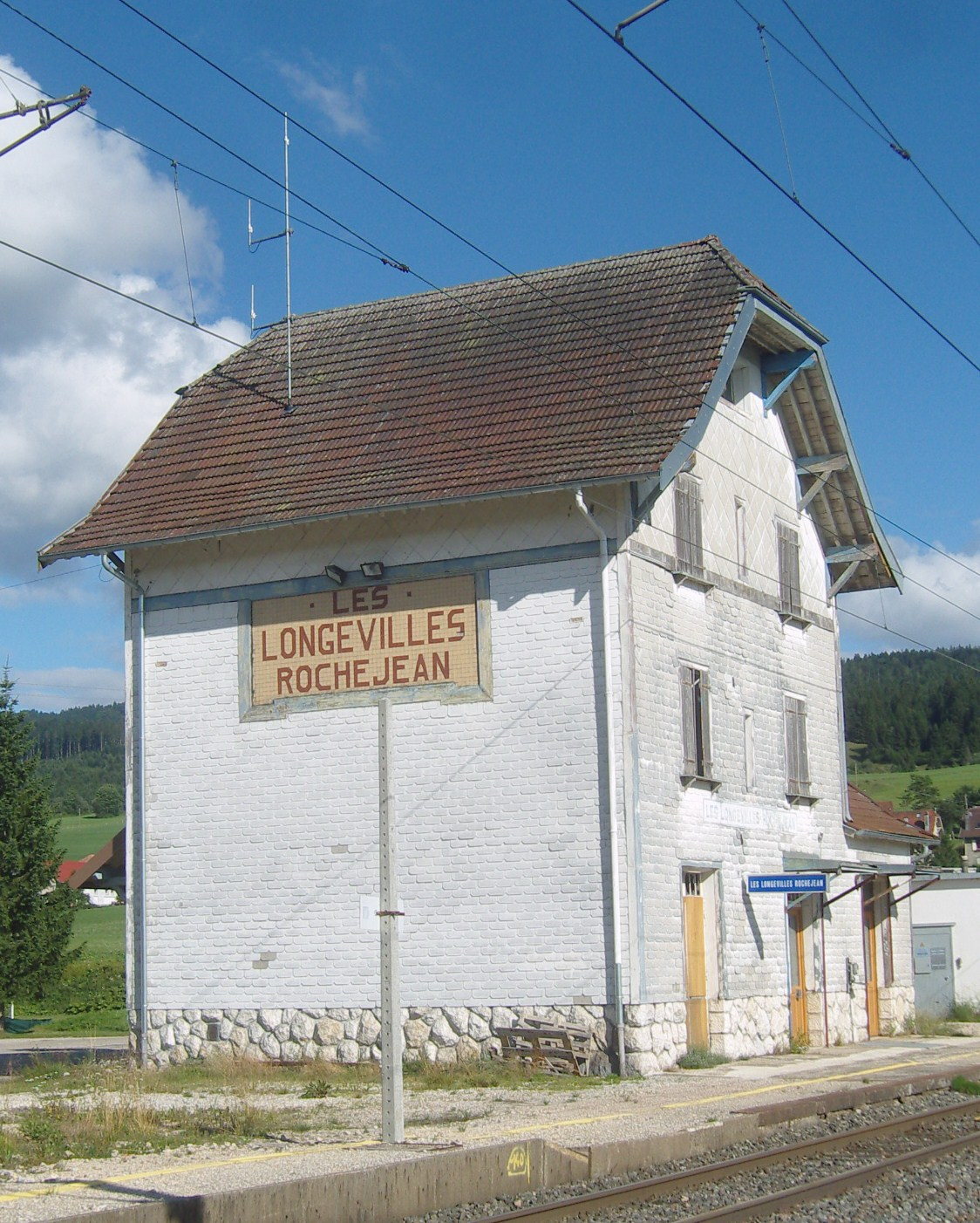
Den gamla stationsbyggnaden